# Mühlental
Mühlental település Németországban, azon belül Szászország tartományban. Lakosainak száma 1213 fő (2023. december 31.).

## Népesség
A település népességének változása:
| Lakosok száma | 1283 | 1281 | 1259 | 1236 | 1213 |
|               | 2017 | 2019 | 2021 | 2022 | 2023 |